# Schlumberger
Schlumberger Limited (французька: [ʃlum.bɛʁˈʒe, ʃlœ̃-]) — компанія з обслуговування нафтових родовищ. Співробітники Schlumberger представляють понад 140 національностей, які працюють у понад 120 країнах. Шлюмбергер має чотири головних виконавчих офіси, розташованих у Парижі, Х'юстоні, Лондоні та Гаазі.

## Загальний опис
Шлюмбергер зареєстрований у Віллемстаді, Кюрасао, як Schlumberger N.V. і торгує на Нью-Йоркській фондовій біржі, Euronext Париж, Лондонській фондовій біржі та Швейцарській біржі. Schlumberger у 2016 році зайняла 287 місце у Fortune Global 500, а також увійшла до списку Forbes Global 2000 у 2016 році (176 місце).
Schlumberger («Шлюмберже́») — найбільша нафто-сервісна компанія. Веде діяльність у 85 країнах. Штаб-квартири компанії розташовані в Х'юстон є і в Парижі. Зареєстрована компанія на Нідерландських Антильських островах (в офшорній зоні).

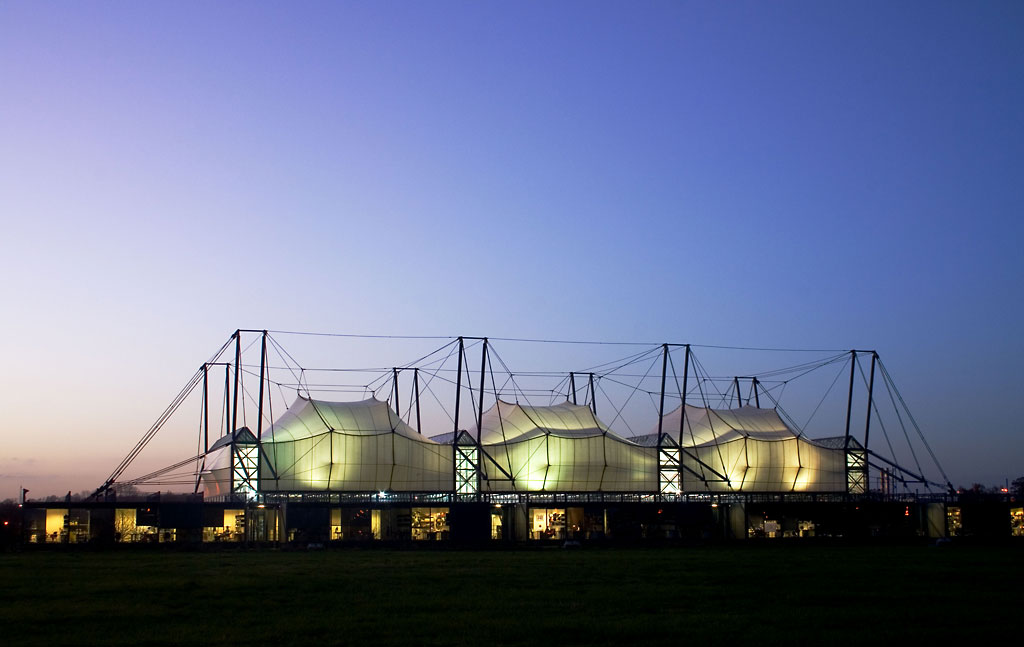
Дослідницький центр Schlumberger в Кембридж і (Велика Британія)

Компанія складається з наступних груп:
- Група визначення родовищ (Reservoir Characterization Group) — здійснює геофізичні дослідження з метою пошуку та визначення розмірів родовищ нафти і природного газу. Сюди входять підрозділи геофізичних досліджень (WesternGeco, Wireline, Testing Services), розробки програмного забезпечення (Software Integrated Solutions), координації роботи підрозділів Schlumberger і інших компаній цієї галузі (Integrated Services Management). Оборот в 2016 році склав 6,743 млрд доларів.
- Група буріння (Drilling Group) — розробляє і виробляє бурильне обладнання і здійснює бурові роботи. Включає підрозділи Bits & Drilling Tools, M-I SWACO, Drilling & Measurements, Land Rigs and Integrated Drilling Services. Оборот в 2016 році склав 8,561 млрд доларів.
- Виробнича група (Production Group) — займається підготовкою свердловин до видобутку нафти і газу і подальшим підтриманням їх в працездатному стані. Включає підрозділи Well Services, Completions, Artificial Lift, Well Intervention, Water Services, Integrated Production Services and Schlumberger Production Management. Оборот в 2016 році склав 8,709 млрд доларів.
- Cameron Group — виробник обладнання для нафтогазовидобувної промисловості. Оборот в 2016 році склав 4,211 млрд доларів.

Географічно виручка компанії в 2016 році розподілилася наступним чином:
- Північна Америка — $ 6,665 млрд;
- Латинська Америка — $ 4,23 млрд;
- Європа і Африка — $ 7,351 млрд;
- Близький Схід і Азія — $ 9,286 млрд.

Основні світові конкуренти Schlumberger — компанії Halliburton, Baker Hughes і Weatherford.
| Рік             | 2001  | 2002  | 2003  | 2004  | 2005  | 2006  | 2007  | 2008  | 2009  | 2010  | 2011  | 2012  | 2013  | 2014  | 2015  | 2016   |
| --------------- | ----- | ----- | ----- | ----- | ----- | ----- | ----- | ----- | ----- | ----- | ----- | ----- | ----- | ----- | ----- | ------ |
| Оборот          | 10,85 | 9,657 | 10,02 | 11,48 | 14,31 | 19,23 | 23,28 | 27,16 | 22,7  | 27,45 | 36,58 | 41,73 | 45,27 | 48,58 | 35,48 | 27,81  |
| Чистий прибуток | 0,522 | -2,32 | 0,383 | 1,224 | 2,207 | 3,71  | 5,177 | 5,435 | 3,134 | 4,267 | 4,997 | 5,49  | 6,774 | 5,506 | 2,135 | -1,687 |
| Активи          | 22,33 | 19,44 | 20,04 | 16    | 18,08 | 22,83 | 27,85 | 32,09 | 33,47 | 51,77 | 55,2  | 61,55 | 67,1  | 66,9  | 68,01 | 77,96  |
| Власний капітал | 8,378 | 5,606 | 5,881 | 6,117 | 7,592 | 10,42 | 14,88 | 16,86 | 19,12 | 31,23 | 31,26 | 34,75 | 39,47 | 38,05 | 35,91 | 41,53  |

## Історія
Компанія Schlumberger була заснована в 1926 році двома братами Конрадом та Марселем Шлюмбергерами з регіону Ельзас у Франції як компанія з електророзвідки свердловин (французька: Société de prospection électrique). Компанія зареєструвала перший в історії журнал електроопору свердловин у Мерквіллер-Пехельбронн, Франція, у 1927 році. Нині Schlumberger постачає нафтовій промисловості такі послуги, як сейсмічна розвідке та обробка данних, оцінка пластів, випробування свердловин та направлене буріння, цементування та стимулювання свердловин, штучний підйом, добудова свердловин, забезпечення потоків та консалтинг, а також управління програмним забезпеченням та інформацією. Компанія також бере участь у видобутку підземних вод та видобутку й зберіганню вугілля.
Брати Шлюмберже мали досвід проведення геофізичних досліджень у таких країнах, як Румунія, Канада, Сербія, ПАР, Демократична Республіка Конго та США. Нова компанія продала послуги картографічного вимірювання та записала перший в історії журнал питомих опорів електричного опору в Мерквіллер-Пехельбронн, Франція, в 1927 році. Компанія швидко розширилася, зареєструвавши свою першу свердловину в США в 1929 році в окрузі Керн, штат Каліфорнія. У 1935 році в Х'юстоні була заснована корпорація «Schlumberger Surveying Corporation», яка згодом перетворилася на «Schlumberger Well Services» і нарешті «Schlumberger Wireline and Testing». Schlumberger вклав значні кошти в дослідження, відкривши в 1948 році дослідницький центр Шлюмбергер-Долл у Ріджфілді, штат Коннектикут, сприяючи розробці ряду нових інструментів лісозаготівлі. У 1956 році компанія Schlumberger Limited була зареєстрована як холдингова компанія для всіх підприємств компанії Schlumberger, до якої на сьогодні входила американська компанія з випробувань та виробництва Johnston Testers.
Протягом багатьох років Schlumberger продовжував розширювати свою діяльність та поглинання інших компаній. У 1960 році була сформована Dowell Schlumberger (50 % Schlumberger, 50 % Dow Chemical), яка спеціалізувалася на насосах для нафтової промисловості. У 1962 році компанія Schlumberger Limited потрапила в лістинг Нью-Йоркської фондової біржі. Того ж року Schlumberger придбала Daystrom, виробника електронних приладів у Південному Бостоні, штат Вірджинія, який виготовляв меблі до того моменту, коли відділ був проданий компанії Sperry & Hutchinson у 1971 році. У 1964 році Schlumberger придбала 50 % Forex й об'єднала його з 50 % компанії Languedocienne для створення бурової компанії «Neptune». Перший комп'ютеризований аналіз пластів, SARABAND, був запроваджений у 1970 році. Решта 50 % Forex була придбана наступного року; Neptune був перейменований на Forex Neptune Drilling Company. У 1979 році Fairchild Camera and Instrument (включаючи Fairchild Semiconductor) стала дочірньою компанією Schlumberger Limited.
У 1981 році Schlumberger встановив перші міжнародні посилання на дані з електронною поштою. У 1983 році Schlumberger відкрив свій Кембриджський науково-дослідний центр в Кембриджі, Англія, а в 2012 році він був перейменований у Науково-дослідний центр Шлюмбергера на честь екс-генерального директора компанії Ендрю Гулда.
Компанія SEDCO з виробництва бурових установок та половина північноамериканської Dowell були придбані в 1984 році, в результаті чого було створено відділ буріння Anadrill, поєднання відділів буріння Dowell та The Analysts. Forex Neptune було об'єднано з SEDCO для створення компанії Sedco Forex Drilling Company наступного року, коли Schlumberger придбав Merlin і 50 % GECO.
У 1987 році Schlumberger завершив покупку Neptune (США), Боско, Корі (Італія) та Allmess (Німеччина). Того ж року National Semiconductor придбала Fairchild Semiconductor у Schlumberger за 122 мільйони доларів.
У 1991 році Schlumberger придбав PRAKLA-SEISMOS і вперше застосував геоуправління для планування траєкторії буріння в горизонтальних свердловинах.
У 1992 році Schlumberger придбав програмне забезпечення компанії GeoQuest Systems. З покупкою відбулося перетворення SINet на TCP/IP і, отже, можливостей Інтернету. У 1990-х Шлюмбергер викупив підрозділ нафтопродуктів, лічильник AEG та дослідницьку нафтогазову групу  ECLIPSE Intera Technologies Corp. Спільне підприємство між Schlumberger та Cable & Wireless призвело до створення Omnes, яке займалося всім внутрішнім ІТ-бізнесом Schlumberger. Також були придбані Oilphase та Camco International.
У 1999 році Schlumberger та Smith International створили спільне підприємство M-I L.L.C., найбільшу у світі компанію з виробництва бурових розчинів. Компанія складається з 60 % Smith International та 40 % Schlumberger. Оскільки спільне підприємство було заборонено указом антимонопольної згоди 1994 р., що забороняє Smith продавати або об'єднувати свій вторинний бізнес з деякими іншими компаніями, включаючи Schlumberger, окружний суд США у Вашингтоні визнав Smith International Inc. та Schlumberger винними і оштрафував кожну компанію на $750 000, призначивши кожній випробувальний термін у п'ять років. Обидві компанії також погодились виплатити загалом $13,1 млн, що являє собою повний розподіл усіх прибутків спільного підприємства за той час, коли діяли компанії.
У 2000 році підрозділ Geco-Prakla був об'єднаний із Western Geophysical для створення підрядної компанії з геофізичних робіт WesternGeco, у якій Schlumberger володів 70 % акцій, решта 30 % належала конкуренту Бейкеру Хьюзу. Sedco Forex був виділений і об'єднаний з компанією Transocean Drilling у 2000 році.
У 2001 році Schlumberger придбав ІТ-консалтингову компанію Sema plc за $5,2 мільярдів. Компанія була партнером Афін у 2004 році на літніх Олімпійських іграх, але плани Schlumberger у галузі ІТ-консультацій не дали результатів, і того ж року компанію Sema було продано компанії Atos Origin за $1,5 млрд. Картковий підрозділ було продано через IPO для формування Axalto, який згодом об'єднався з Gemplus, щоб сформувати Gemalto, а підрозділ Messaging Solutions був виділений і об'єднаний з Taral Networks, щоб сформувати Airwide Solutions. У 2003 році відділ автоматизованого випробувального обладнання, який був частиною Fairchild Semiconductor у 1979 році, був виділений в холдинг NPTest, який згодом продав його Credence.
У 2004 році було започатковано бізнес-консалтинг Schlumberger, який через десять років був придбаний компанією Accenture.
У 2005 році Schlumberger придбав Waterloo Hydrogeologic, за яким слідували кілька інших компаній, пов'язаних з видобуванням підземних вод, таких як Westbay Instruments та Van Essen Instruments. Того ж року Schlumberger переніс свої корпоративні офіси в США з Нью-Йорка в Х'юстон.
У 2006 році Schlumberger придбав решту 30 % WesternGeco у Бейкера Хьюза за $2,4 млрд. Того ж року дослідницький центр Schlumberger-Doll був перенесений у новозбудований науково-дослідний центр у Кембриджі, штат Массачусетс, замінивши дослідний центр у Ріджфілді, штат Коннектикут. Заклад приєднується до інших дослідницьких центрів, що експлуатуються компанією: в Кембриджі (Велика Британія), Москва (Росія), Ставангер (Норвегія) та Дахран (Саудівська Аравія).
У 2010 році було оголошено про договір придбання компанії Smith International загальною вартістю $11,3 мільярда. Ціна продажу становить $45,84/акція, що на 37,5% вище ціни закриття Smith 18 лютого 2010 року. Ця угода є найбільшим договіром куплі-продажу в історії Schlumberger. Злиття було завершено 27 серпня 2010 р. Також у 2010 році було оголошено про плани Schlumberger придбати французьку компанію Geoservices, що спеціалізується на енергетичних послугах, за угодою на суму $1,1 млрд, включаючи борг.
У 2014 році Schlumberger оголосив про придбання решти акцій SES Holdings Limited («Саксон»), постачальника послуг з міжнародного буріння що знаходиться в Калгарі, у First Reserve та деяких членів саксонського менеджменту. На операцію поширюються звичні умови закриття, включаючи отримання регуляторних схвалень. Раніше Schlumberger мав меншу частку в Саксон.
У 2015 році Міністерство юстиції США звинуватило Schlumberger у порушенні санкцій щодо ведення бізнесу в Ірані та Судані; компанію оштрафували на $233 мільйони, що становило найбільший штраф на сьогодні до санкцій.
У 2015 році через спад світової нафтогазової галузі Schlumberger оголосив про звільнення 21 000 співробітників, що становить 15 % від загальної кількості робочої сили компанії.
У серпні 2015 року Schlumberger погодився придбати виробника нафтопромислового обладнання Cameron International за $14,8 мільярда.
У січні 2018 року Schlumberger оголосив, що WesternGeco вийде із бізнесу по геофізичним роботам як на суші, так і на морі, зберігаючи при цьому свої багатокліентські сегменти обробки та інтерпретації даних. Це рішення відбулося після подання заяв про банкрутство кількох конкурентів у секторі сейсмічних послуг.
У 2022 році Schlumberger завершила корпоративний ребрендинг, який отримав назву SLB (англ. system-level optimization, системна оптимізація). Згідно із заявами ЗМІ, генеральний директор компанії сказав, що корпоративний ребрендинг не є відходом від викопного палива.

### Внесення до переліку міжнародних спонсорів війни
Національне агентство з питань запобігання корупції (НАЗК) внесло провідну глобальну нафтопромислову компанію SLB (колишня Schlumberger) зі штаб-квартирою в США до переліку міжнародних спонсорів війни. Причина такого рішення в тому що:
- За даними НАЗК, американська компанія SLB відіграє критичну роль для держави-агресора, займаючи 8% російського нафтосервісного ринку.
- Компанія чітко заявляє, що її внесок у російську економіку склав уже понад $4,5 млрд у вигляді податків, а штат SLB у росії налічує 11 500 співробітників, які працюють на низку заводів і сервісних центрів.
- SLB має широку мережу дочірніх підприємств, що дозволяє компанії обходити міжнародні санкції.
- SLB тісно співпрацює з російськими нафтогазовими гігантами, зокрема компаніями «Газпром», «Роснефть» та «Лукойл». Усі перелічені підприємства перебувають під санкціями США. Після початку повномасштабної війни SLB не розірвала свої зв’язки з російськими клієнтами. Навпаки, компанія розширила свій бізнес, перейнявши контракти на обслуговування та постачання обладнання у конкурентів, які залишили ринок.

## Корпоративні справи

### Франція
Компанія має офіси в діловому районі La Défense в Путо і в Парижі.

### Сполучені Штати
Шлюмбергер утримує кампус площею 33 акри (13 га) у північно-східному куті шосе 90А США та провулку Гіллінгем у місті Шугар Ленд, штат Техас; станом на 2017 рік Шлюмбергер є третім за величиною роботодавцем у місті. У 2015 році Schlumberger оголосив, що переводить свою корпоративну штаб-квартиру в США до об'єкту Sugar Land зі свого офісного будинку в Х'юстоні. Компанія планує побудувати нові будинки із запланованим часом завершення до кінця 2017 року. Вони включають загалом 250 000 квадратних футів (23 000 м2) офісних приміщень класу А та «зручності» будівлі площею 100 000 квадратних футів (9300 м2).
У 1930-х роках у Х'юстоні було створено північноамериканський штаб. У 70-х роках керівництво компанії в Північній Америці було переселено до Нью-Йорка. До 2006 року в головному офісі працювало 50 керівників та допоміжного персоналу. До цього року компанія перенесла цей офіс до будівлі біля Х'юстонської галереї.
У 1995 році Шлюмбергер переніс свої офіси в районі Х'юстона з автостради 5000 Gulf в Х'юстоні в кампус Sugar Land.